# Nova Ordem (Indonésia)
Nova Ordem (em indonésio:  Orde Baru) é o termo cunhado pelo segundo presidente indonésio Suharto para caracterizar seu regime quando chegou ao poder em 1966. Suharto usou este termo para contrastar seu domínio com o de seu antecessor, Sukarno (apelidado de "Velha Ordem", ou Orde Lama). O termo "Nova Ordem" em tempos mais recentes tornou-se sinônimo dos anos de Suharto (1966-1998).
Imediatamente após a tentativa de golpe em 1965, a situação política do país era incerta, porém a Nova Ordem de Suharto encontraria muito apoio popular dos grupos que pretendiam o término dos problemas da Indonésia desde sua independência. Após os conflitos intercomunitários e políticos e o colapso econômico e social da Indonésia do final da década de 1950 até meados da década de 1960, a "Nova Ordem" estava comprometida em alcançar e manter a ordem política, o desenvolvimento econômico e a remoção da participação das massas do processo político. As características da "Nova Ordem" estabelecida a partir do final da década de 1960 deram, portanto, um forte papel político para as forças armadas, a burocratização e a corporatização das organizações políticas e sociais, e a repressão seletiva, mas efetiva, dos opositores. O anticomunismo estridente continuou a ser uma marca do regime nos 32 anos subsequentes.
Dentro de alguns anos, no entanto, muitos de seus aliados originais tinham se tornado indiferentes ou avessos a Nova Ordem, constituído por uma facção militar apoiada por um estreito grupo de civis. Entre grande parte do movimento pró-democracia que forçou Suharto a renunciar na Revolução Indonésia de 1998 e que depois obteve o poder, o termo "Nova Ordem" passou a ser usado pejorativamente. É frequentemente empregado para descrever figuras que estavam, ou ligadas ao período de Suharto, ou que defendiam as práticas de seu regime autoritário, tais como corrupção, conluio e nepotismo (amplamente conhecido pelo acrônimo KKN: korupsi, kolusi, nepotisme).